# Операция «Антон»
Операция «Антон» (нем. Unternehmen Anton) — кодовое название стратегической военной операции нацистской Германии по оккупации южной территории Франции, находившейся под контролем правительства Виши. В операции также приняли участие итальянские войска, расширившие свою оккупационную зону. Части вишистской армии не оказали никакого сопротивления немецким войскам.

## Предыстория
В июне 1940 года, после капитуляции и подписания Компьенского перемирия с Германией и Франко-итальянского перемирия с Италией, Франции было позволено создать в центральной и южной, неоккупированных частях, так называемое Французское государство, более известное как режим Виши, по месту расположения главных государственных органов нового французского национального правительства. Режим Виши был, фактически, коллаборационистским и прогерманским. Ему было позволено иметь небольшую армию, за ним сохранялись все оставшиеся французские колонии в Африке, Ближнем Востоке и Юго-Восточной Азии и колониальные войска. Немецкие войска во Французское Государство не вводились, что несло некоторую иллюзию суверенитета.
У немцев был план занять территорию южной Франции, находящуюся под контролем марионеточного режима Виши, в декабре 1940 года под кодовым названием «Операция „Аттила“»; вскоре он был объединён с планом предполагаемой операции «Камелия» — планировавшимся захватом Корсики. Операция «Антон» — это «обновлённый» вариант плана «Аттила», в который были вовлечены различные немецкие войска и участвовали также итальянские силы.
После высадки англо-американских войск в Марокко и Алжире 8 ноября 1942 года (Операция «Факел») Адольф Гитлер не мог допустить того, чтобы такая же высадка произошла и во французском Средиземноморье. После беседы с вишистским премьер-министром Пьером Лавалем он приказал германским войскам занять остров Корсику 11 ноября, а континентальную часть южной Франции — днём позже. Одновременно с этим, по договорённости с Гитлером, итальянские войска оккупировали Корсику и значительную часть Юга Франции, в частности, важный морской порт Тулон с военно-морской базой и все области Прованса до реки Рона,

## История
К вечеру 10 ноября 1942 года германские войска завершили подготовку к операции.
В 7:00 11 ноября немецкая 1-я армия выступила на восток от атлантического побережья параллельно франко-испанской границе, в то время как немецкая 4-я армия начала наступление из центральной Франции к Виши и Тулону; обе армии находились под командованием генерала Йоханнеса Бласковица. Итальянская 4-я армия заняла французскую Ривьеру, также итальянцы высадились на Корсике. К вечеру 11 ноября немецкие танки достигли средиземноморского побережья Франции.
Вишистская Франция, по сути, ограничила своё сопротивление сообщением по радио о протесте против нарушения перемирия 1940 года. 50-тысячная французская вишистская армия сначала пыталась создать оборонительные позиции вокруг Тулона, но после встречи с немецкими войсками ей не хватило огневой мощи для противостояния им, поэтому военные действия фактически не начались. Одним из немногих генералов, отдавших приказ о сопротивлении, был Ж. М. де Латр де Тассиньи, однако он был арестован собственными офицерами.
Немцы планировали провести также операцию «Лила», целью которой был захват демобилизованного французского флота в Тулоне. Командиры французского флота, однако, сумели задержать немцев путём переговоров и уловок достаточно долго, что позволило им затопить корабли 27 ноября, до того как немцы смогли бы захватить их. Благодаря этому один линкор, два линейных крейсера, семь крейсеров, двадцать восемь эсминцев и двадцать подводных лодок не попали в руки держав Оси. Хотя немецкий военно-морской штаб был сильно расстроен неудачей, Адольф Гитлер считал, что затопление французского флота доказывает успешность операции «Антон».